# Dreifaltigkeitskapelle (Kirchhausen)

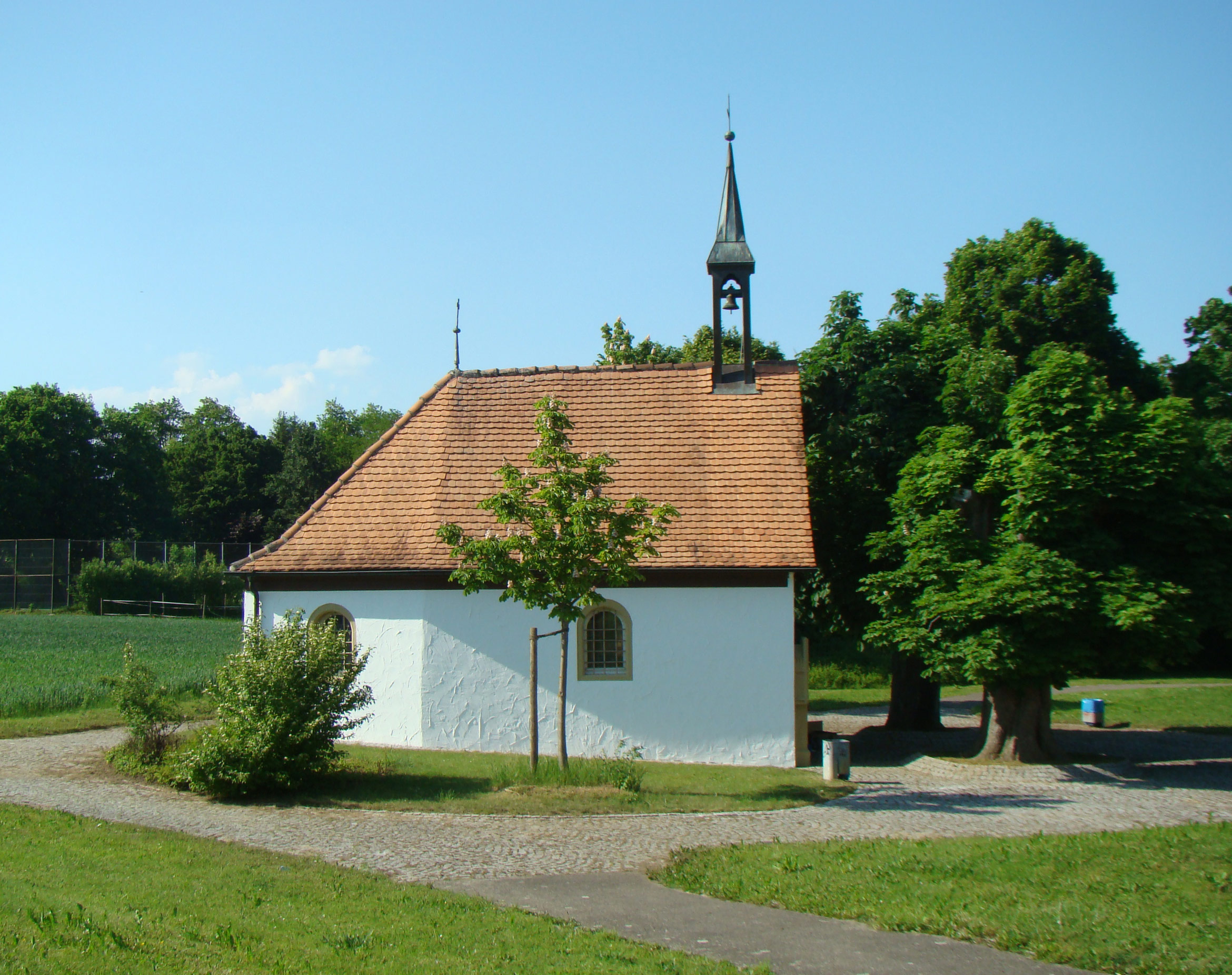
Die Dreifaltigkeitskapelle in Kirchhausen

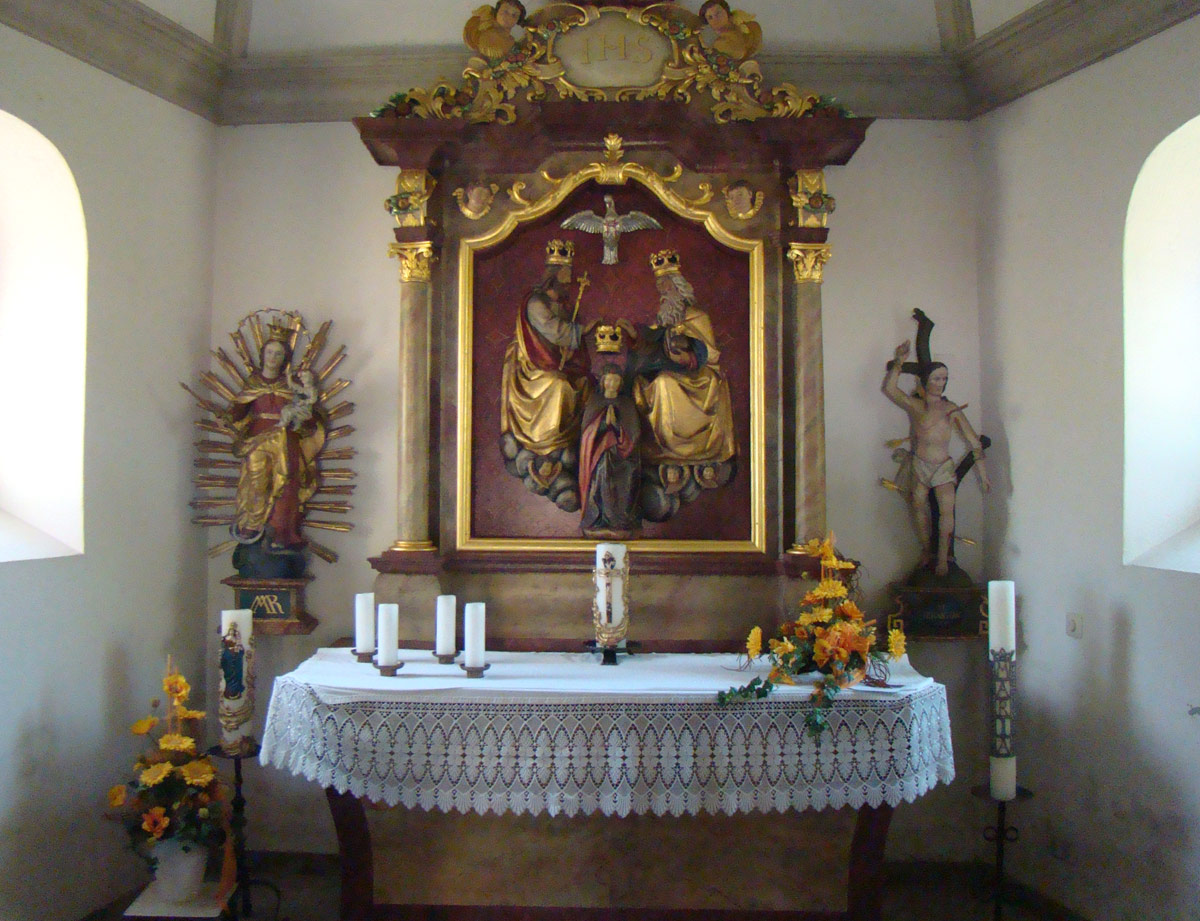
Altar

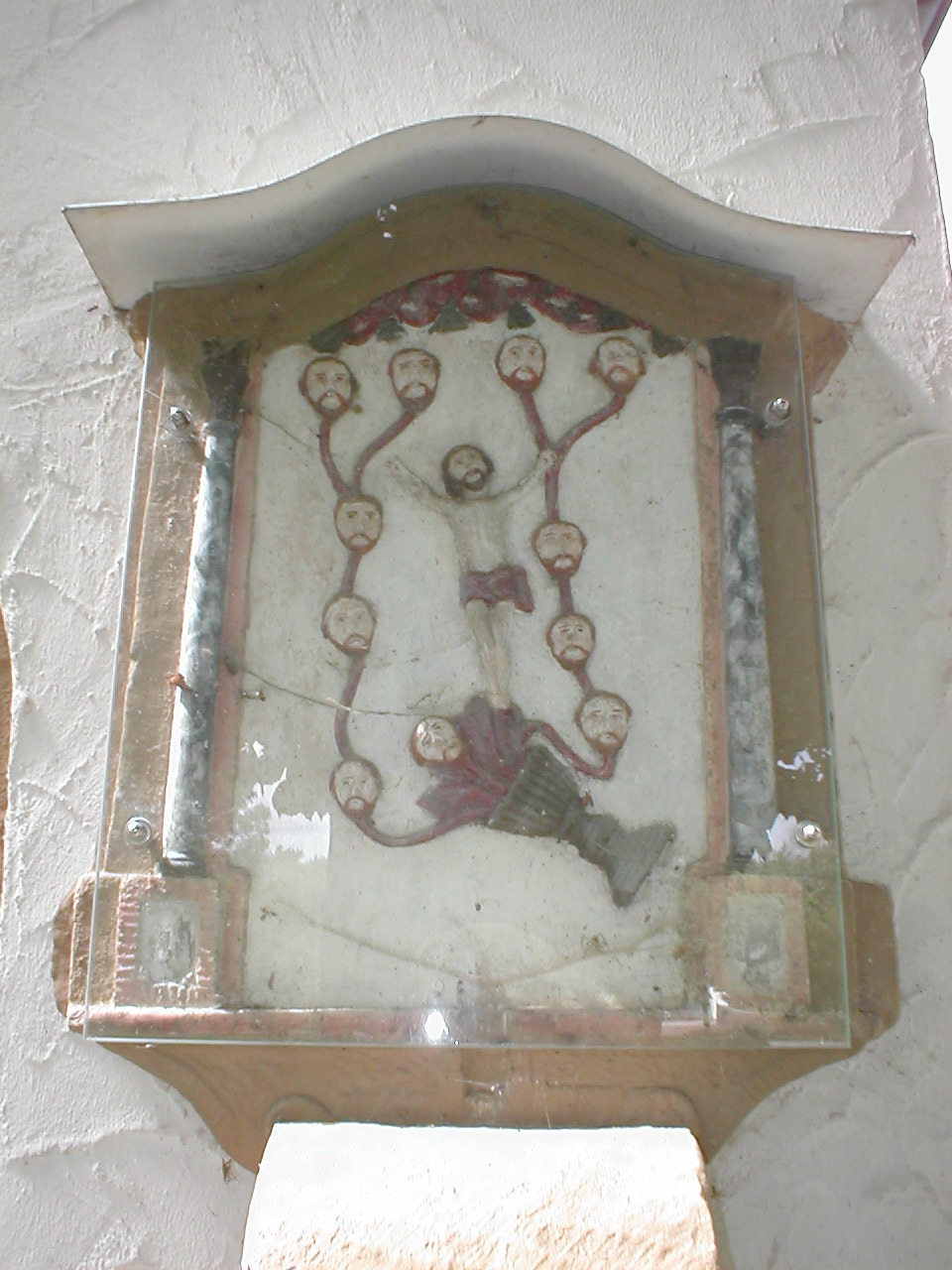
Blutstein an der Dreifaltigkeitskapelle

Die Dreifaltigkeitskapelle im Heilbronner Stadtteil Kirchhausen geht auf eine Stiftung von 1716 zurück und befindet sich südöstlich etwas außerhalb des Ortskerns beim heutigen Freibad.

## Geschichte
Die Dreifaltigkeitskapelle zu Kirchhausen wurde 1716 von Johann Debatia, einem Beisitzer in Kirchhausen, gestiftet. Bis 1838 war sie am Dreikönigsfest Ziel von Prozessionen und blieb später Wallfahrtsort. Besondere Bedeutung erlangte hierbei der vor der Kapelle befindliche Blutstein.

## Beschreibung

### Architektur
Die Kapelle ist ein schlichter, nach Westen ausgerichteter, eingeschossiger Saalbau mit polygonalem Chorschluss. Die Vorderseite wird von einer Rundbogentüre nebst zwei Rundbogenfenstern geprägt. Gesimse sind aus Sandstein ausgeführt. Das ziegelgedeckte Dach bekrönt ein kleiner Glockenturm.

### Ausstattung
Im Inneren der Kapelle befindet sich ein barocker Altar mit der plastischen und farbig gefassten Darstellung der Marienkrönung, der links und rechts von vollplastischen Figuren der Strahlenkranzmadonna und des hl. Sebastian flankiert wird. An der rechten Seitenwand sind außerdem alte Heiligenfiguren aufgestellt, die den Hl. Alban, den Hl. Christophorus sowie Anna mit der jugendlichen Maria zeigen. An der gegenüberliegenden Seitenwand sind Figuren der Heiligen Ulrich und Nikolaus befestigt, außerdem ein jüngeres Gemälde, das einen betenden Hirten zeigt. Zur Ausstattung zählt darüber hinaus noch ein Weihwasserbecken von 1741.
Eine Oberamtsbeschreibung von Heilbronn aus dem Jahr 1903 erwähnt ein heute nicht mehr vorhandenes Deckengemälde mit Szenen aus der Offenbarung Johannes, das 1892 von Anton Glassen aus Hochhausen gemalt wurde.
Vor der Kapelle befinden sich zwei Bildstöcke. Der rechte Bildstock mit der farbig gefassten Reliefdarstellung des Blutwunders stammt aus dem 18. Jahrhundert. Der linke Bildstock zeigt im neogotischen Gehäuse eine farbig gefasste Ölbergszene.